# Mekons
The Mekons wurden 1977 als Punkband in Leeds, Großbritannien gegründet. Der Name stammt von den außerirdischen Gegenspielern von Dan Dare, dem Helden einer britischen Science-Fiction-Comic-Serie. Seit Mitte der 1980er Jahre wandten sie sich immer mehr Genres wie Rock, Country und Folk zu, die sie auf ihre eigene Weise interpretieren. Heute leben fast alle Bandmitglieder in den USA.

## Bandgeschichte

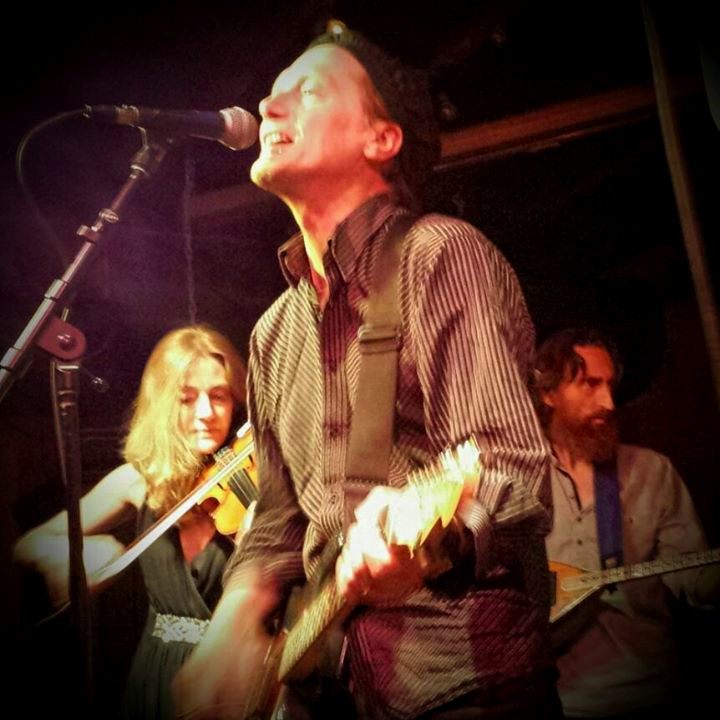
Gitarrist Tom Greenhalgh (2015)

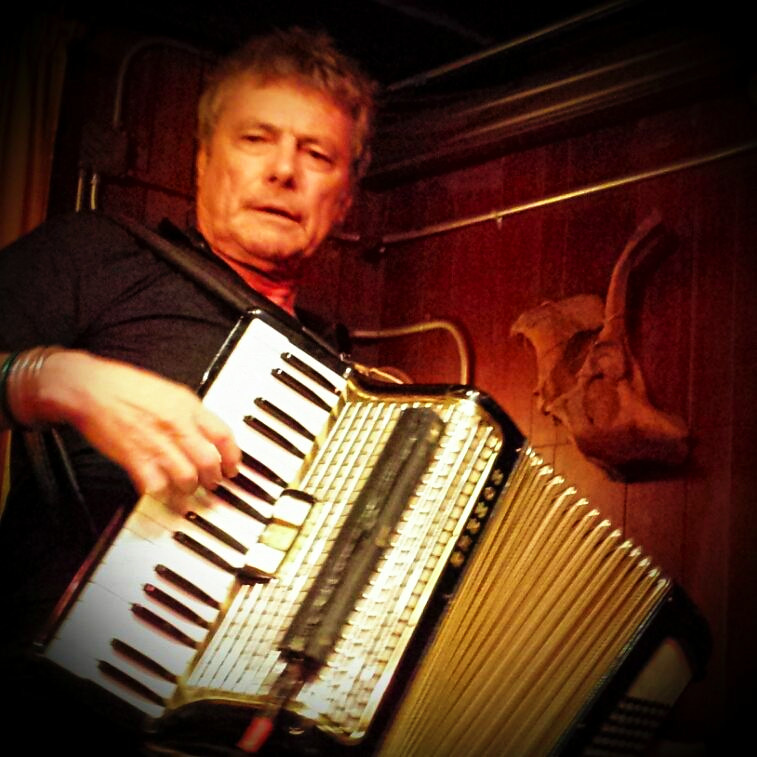
Rico Bell am Akkordeon (2015)

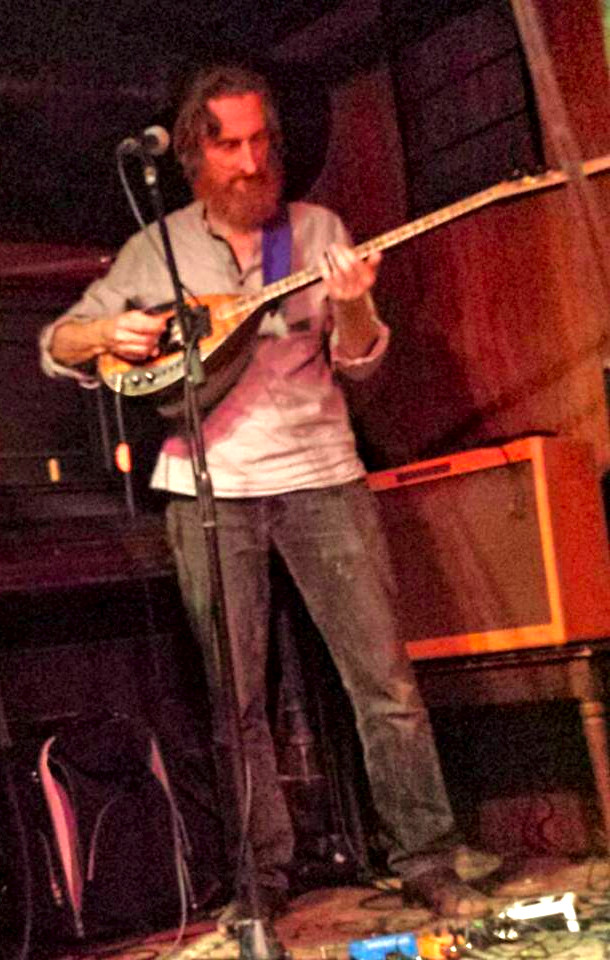
Lu Edmonds an der Bouzouki (2015)

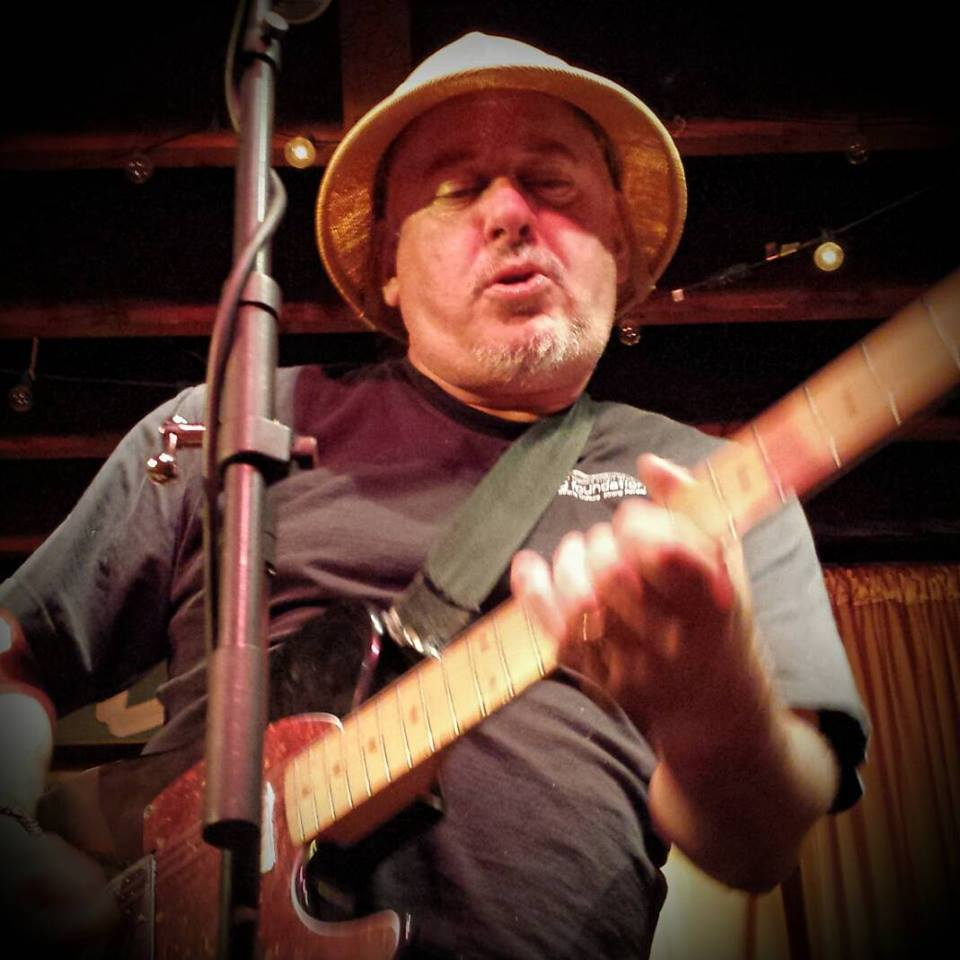
Gitarrist Jon Langford (2015)

Gründungsmitglieder sind Jon Langford, Tom Greenhalgh, Kevin Lycett, Ros Alien, Andy Corrigan und Mark White. Sie waren Kunststudenten, die teilweise aus dem Umfeld der Band Gang of Four kamen und zum Spaß auf deren Instrumenten gespielt haben sollen. Texte und Haltung waren für sie wichtiger als musikalische Perfektion. Sie setzten sich von Anfang an für linke politische Ziele ein. Der Untergrunderfolg ihrer Single Where Were You brachte ihnen einen Plattenvertrag mit dem Label Virgin.
Nachdem sich die Mitglieder ab 1981 verstärkt anderen Projekten gewidmet hatten, fand sich die Band 1984 wieder zusammen, um auf Konzerten den Streik der britischen Bergarbeiter zu unterstützen.
Mit ihrem 1985er Album Fear and Whiskey wandten sie sich immer mehr der Country-Musik zu, nahmen aber auch Reggae-, Dub und elektronische Elemente auf. Mitte der 1980er stieß auch die Violinistin und Sängerin Sally Timms zur Band. 1991 folgte Langford seiner US-amerikanischen Lebensgefährtin nach Chicago in die USA. Auch Sally Timms zog Anfang der 1990er Jahre nach Chicago, andere Bandmitglieder zogen nach New York und San Francisco, nur Tom Greenhalgh blieb in Großbritannien.
Die Mekons veröffentlichten in den letzten Jahren in regelmäßigen Abständen Alben. Sie sind oft als Konzeptalben angelegt, wie z. B. me (1998 über den Egoismus der 1990er Jahre). Einzelne Bandmitglieder, vor allem Jon Langford, aber auch Sally Timms und Rico Bell, veröffentlichen auch solo und in verschiedenen anderen Bands (Pine Valley Cosmonauts, Waco Brothers, Gaye Bykers on Acid) Platten.
Jon Langford und Sally Timms sind seit Ende der 1990er Jahre eng mit dem Chicagoer Label Bloodshot assoziiert, das sich den Begriff „Insurgent Country“ (vgl. Alternative Country) auf die Fahnen geschrieben hat. Langford engagiert sich stark für die Abschaffung der Todesstrafe, so mit seiner Compilation-Reihe The Executioners Last Song. Langford ist auch ein anerkannter bildender Künstler.
Das aktuelle Line-up der Mekons besteht aus Jon Langford, Tom Greenhalgh, Sally Timms, Rico Bell, Steve Goulding, Sarah Corinna, Lu Edmonds und Susie Honeyman.
Das jüngste Album Deserted (2019) erinnere „in den besten Momenten“ an Godley & Creme, schrieb Karl Bruckmaier.
Gemeinsam mit der Band Freakwater, die einen ähnlichen politischen Ansatz vertreten, erschien 2022 das Album Freakons.

## Diskografie (Auswahl)
- 1977 – Never been in a Riot (Single) Antwort auf The Clashs White Riot
- 1978 – Where were you (Single)
- 1979 – The Quality of Mercy is not strnen (LP)
- 1980 – The Mekons [aka Devils Rats and Piggies a Special Message from Godzilla] (LP) (1997 wiederveröffentlicht)
- 1982 – The Mekons Story, LP (1993 wiederveröffentlicht)
- 1985 – Fear and Whiskey, LP (2002 wiederveröffentlicht)
- 1986 – Edge of the World, LP (1996 wiederveröffentlicht)
- 1987 – The Mekons Honky Tonkin' LP (2004 wiederveröffentlicht)
- 1987 – New York, (Kassette) (1990/2001 wiederveröffentlicht)
- 1988 – So good it Hurts, LP
- 1989 – Original Sin, CD
- 1989 – The Mekons Rock'n'Roll, LP, CD (2002 wiederveröffentlicht)
- 1991 – The Curse of the Mekons, CD
- 1993 – I ♥ Mekons, CD
- 1994 – Retreat from Memphis, CD
- 1996 – Pussy, King of the Pirates, CD
- 1996 – mekons united, CD& Buch
- 1998 – me (1998), CD
- 1999 – I Have Been To Heaven And Back, CD
- 1999 – Where Were You?, CD
- 2000 – Journey to the End of Night, CD
- 2001 – the curse of the mekons/fun '90, CD
- 2002 – Oooh! CD
- 2004 – Heaven & Hell (Best of), CD
- 2004 – Punk Rock, CD
- 2007 – Natural, CD
- 2011 – Ancient & Modern, LP, CD
- 2015 – Mini-Mekons, Robbie Fulks: Jura[3][4]
- 2016 – Existentialism, CD, Booklet & Video
- 2019 – Deserted, LP, CD
- 2020 – Exquisite[5]

- 2025 – Horror

Gemeinsam mit Freakwater
- 2022 – Freakons (Fluff and Gravy Records under license of Freakons, 2022)

## Bibliographie
- Mekons: Hello Cruel World. Selected Lyrics. Verse Chorus Press, Portland (Oregon), 2002 ISBN 1-891241-14-1